# Flodnejonöga
Flodnejonöga (Lampetra fluviatilis) är en ryggsträngsdjursart som först beskrevs av Carl von Linné 1758.  Flodnejonöga ingår i släktet Lampetra och familjen nejonögon. IUCN kategoriserar arten globalt som livskraftig. Enligt den finländska rödlistan är arten nära hotad i Finland. Arten är reproducerande i Sverige. Artens livsmiljö är älvar och åar. Inga underarter finns listade i Catalogue of Life.
Under Romerska riket, hos vikingar och i det medeltida England betraktades flodnejonögat som välsmakande mat.

## Utseende
Liksom andra nejonögon påminner arten i utseende om en ål. Arten har däremot inga ben i kroppen utan brosk. De vuxna individerna är under parningstiden 17 till 50 cm långa. Deras färg är på undersidan vitaktig och på andra kroppsdelar gråblå. Kännetecknande för flodnejonögat är den tvådelade ryggfenan. Dessutom finns andra för nejonögon typiska egenskaper som den runda munnen utan käkar samt öppningarna på bålens sidor bakom ögat. Arten har inte lika många tänder i munnen som andra familjemedlemmar.

## Utbredning
Arten förekommer i nästan hela Europa och fram till östra Ryssland där den bland annat lever i sjöarna Ladoga och Onega. Flodnejonöga är utdött i Italien samt Schweiz och kanske även i Portugal.

## Ekologi
Trots djurets namn lever individerna inte hela livet i floderna. De vuxna djuren vistas före parningstiden i havet och äter små köttbitar samt blod från fiskar, bland annat från sillfiskar och torskfiskar. Ofta dör värdfisken efter dessa angrepp. Efter ett eller två år uppsöker flodnejonögat under hösten vattendrag med sötvatten och simmar mot platsen för parningsleken. Under den följande våren gräver hannen en grop i åns botten och när vattnets temperatur är högre än 9 °C lägger honan sina ägg i gropen som befruktas av hannens sädesvätska. En hona kan lägga upp till 25 000 ägg per tillfälle. Tidpunkten kan ligga mellan mars (Frankrike) och juni (Finland). Vanligen bildas en större koloni vid parningsplatsen och efter parningen dör de vuxna djuren. De nykläckta larverna äter under 2,5 till 3,5 år detritus och mikroorganismer. De gömmer sig under tiden i vattendragets botten. Sedan avslutas metamorfosen men de unga djuren stannar fram till nästa vår i floderna innan de simmar till havet.